# Карсон (Вісконсин)
Карсон (англ. Carson) — місто (англ. town) в США, в окрузі Портедж штату Вісконсин. Населення — 1374 особи (2020).

## Демографія
Згідно з переписом 2010 року, у місті мешкало 1305 осіб у 514 домогосподарствах у складі 389 родин. Було 556 помешкань
Расовий склад населення:
| - 98,5 % — білих - 0,3 % — корінних американців - 0,2 % — чорних або афроамериканців - 0,2 % — азіатів |

До двох чи більше рас належало 0,7 %. Частка іспаномовних становила 0,5 % від усіх жителів.
За віковим діапазоном населення розподілялося таким чином: 22,5 % — особи молодші 18 років, 63,1 % — особи у віці 18—64 років, 14,4 % — особи у віці 65 років та старші. Медіана віку мешканця становила 45,3 року. На 100 осіб жіночої статі у місті припадало 103,9 чоловіків;  на 100 жінок у віці від 18 років та старших — 104,4 чоловіків також старших 18 років.
Середній дохід на одне домашнє господарство  становив 78 062 долари США (медіана — 65 263), а середній дохід на одну сім'ю — 89 569 доларів (медіана — 71 667). Медіана доходів становила 48 036 доларів для чоловіків та 40 125 доларів для жінок. За межею бідності перебувало 7,7 % осіб, у тому числі 10,1 % дітей у віці до 18 років та 8,8 % осіб у віці 65 років та старших.
Цивільне працевлаштоване населення становило 717 осіб. Основні галузі зайнятості: освіта, охорона здоров'я та соціальна допомога — 19,1 %, виробництво — 15,5 %, фінанси, страхування та нерухомість — 12,8 %, сільське господарство, лісництво, риболовля — 11,2 %.